# 美國村

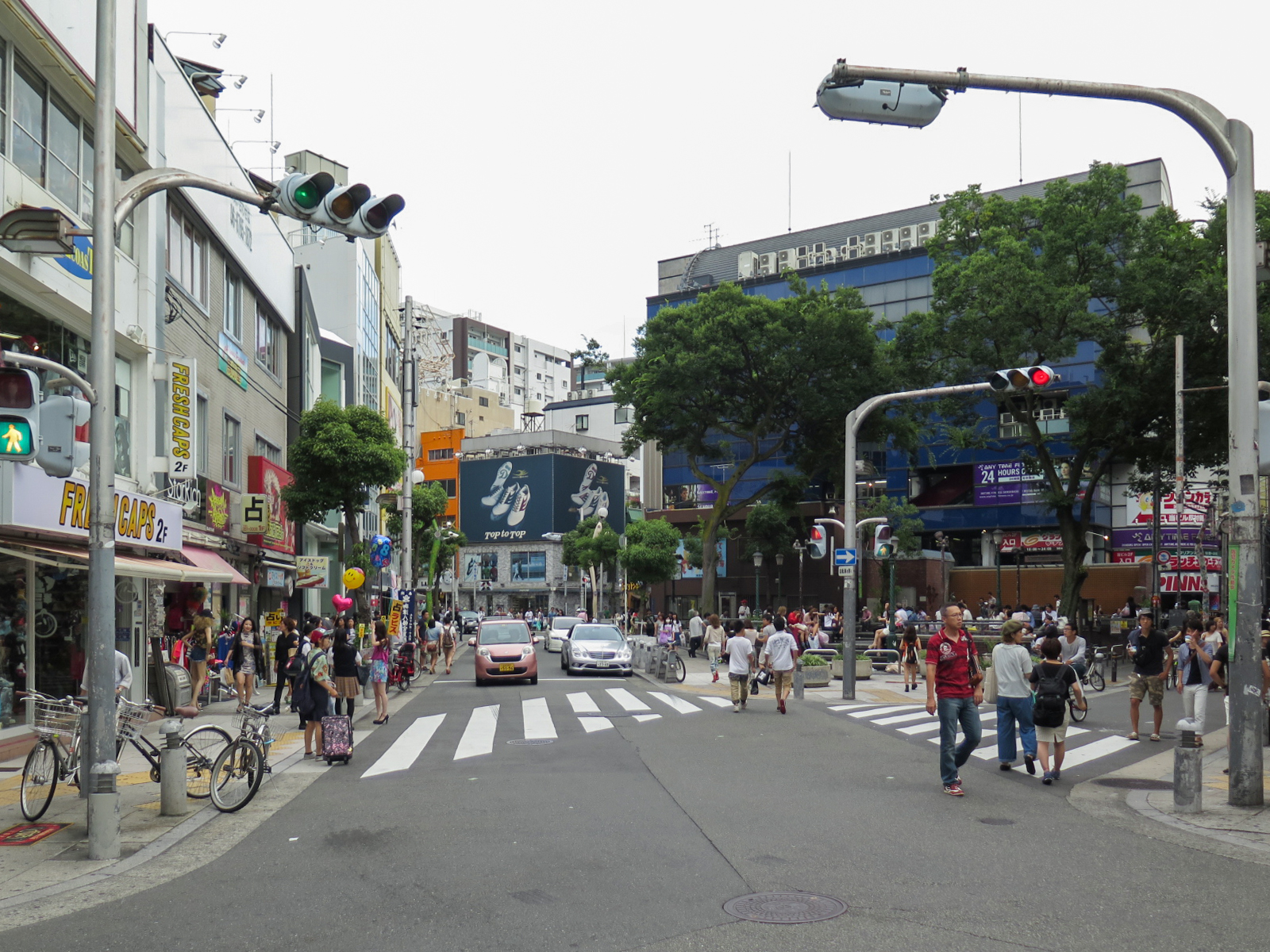
美國村（2014年）

美國村（日语：アメリカ村）是日本大阪府大阪市中央區西心齋橋附近一帶地區的通稱，簡稱日语：。美國村是著名的青年文化發信地，店鋪總數約有2500家。在近代這裡曾是業務地區。1970年代之後，由於這裡出現了眾多銷售自美國西海岸和夏威夷進口的衣服的商店，因此得名美國村。1980年代之後這裡聚集了眾多銷售衣服、雑貨、唱片的商店，吸引了眾多大學生，成為青年文化聖地。

## 关联条目
- 心斋桥 - 南船場 - 堀江 (大阪市)
- 茶屋町 (大阪市) - 中崎 (大阪市)
- 道玄坂
- Amemura O-town Record
- 日限萬里子

## 外部連結
- アメリカ村/アメ村：商店会公式サイト
- アメリカ村三角公園